# 김윤기 (1904년)
김윤기(金允基, 1904년 3월 22일 ~ 1979년 4월 2일)는 교통부 장관, 건설부 장관, 무임소장관을 역임한 대한민국의 정치인으로 호는 활안(活眼)이다.

## 생애
1904년 3월 22일에 전라북도 김제군(현재의 김제시)에서 태어났으며 1928년에 일본 와세다 대학 이공학부 건축학과를 졸업하고 1945년에 광복을 맞이할 때까지 조선총독부 철도국 개량과에서 근무했다. 1939년 10월 10일에는 조선인으로는 최초로 조선총독부 철도국 기사로 채용되었고 1944년에는 경성공업전문학교 강사로 근무했다.
1945년에 광복을 맞이한 이후에는 재조선 미국 육군사령부 군정청(미 군정) 운수부 건축과장을 역임했고 1948년에 대한민국 정부가 수립된 이후에는 교통부 자재국장, 시설국장을 역임했다. 한양공과대학교(현재의 한양대학교의 전신) 교수, 대한기술총협회 회장을 역임한 다음에 1953년 2월 1일부터 1954년 1월 24일까지 국립항공대학(현재의 한국항공대학교)의 초대 학장을 역임했다.
1954년 2월 19일부터 1957년 5월 22일까지 교통부 차관을 역임했고 1958년 9월 28일부터 1960년 11월 16일까지 대한주택영단(대한주택공사의 전신) 이사장을 역임했다. 1963년 2월 8일부터 1964년 7월 8일까지 교통부 장관을 역임했으며 1966년 5월 3일부터 1966년 12월 27일까지 정무 담당 무임소장관을 역임했다. 1966년 9월에는 과학 기술 학술 단체와 연구 기관들을 대표하는 민간 단체인 한국과학기술총연합회의 초대 회장으로 선임되었다.
1966년 12월 27일부터 1967년 10월 3일까지 건설부 장관을 역임했으며 1967년 10월 3일부터 1970년 3월 10일까지 경제 담당 무임소장관을 역임했다. 1963년 12월 14일에는 한양대학교로부터 명예 공학박사 학위를 받았다. 1979년 4월 2일에 서울특별시 영등포구(현재의 금천구) 시흥2동에 위치한 자택에서 사망했다.
| 전임 박춘식 | 제15대 교통부 장관 1963년 2월 8일 ~ 1964년 7월 8일 | 후임 안경모 |

| 전임 전예용 | 제5대 건설부 장관 1966년 12월 27일 ~ 1967년 10월 3일 | 후임 주원 |

| 전임 윤주영 | 제15대 무임소장관 1966년 5월 3일 ~ 1966년 12월 27일 | 후임 김원태, 황종률 |

| 전임 황종률 | 제17대 무임소장관 1967년 10월 3일 ∼ 1970년 3월 10일 | 후임 길재호 |